# Frances Willard
Frances Elizabeth Caroline Willard, född 28 september 1839 i Churchville, New York, död 17 februari 1898 i New York, var en amerikansk socialreformator.
Willard blev 1859 graduerad vid Evanston College for Ladies i Illinois. Hon ägnade sig sedan åt läraryrket och blev 1873 president och professor vid Northwestern University, i vilket ovannämnda kvinnliga college uppgått. 
Från 1874 till sin död var hon sekreterare i den stora nykterhetsföreningen National Woman's Christian Temperance Union och var sedan 1887 president i världsföreningen av samma namn. 
Hon uppträdde redan 1877 för kvinnans rösträtt. År 1884 blev hon medlem av förbudspartiets exekutivkommitté, 1888 ordförande i  Woman's National Council, som representerade nästan alla Amerikas kvinnoföreningar. Hon utgav ett par stora tidskrifter och skrev en del uppsatser av självbiografiskt och socialt innehåll.